# Gräfliches Hofbrauhaus Freising
 (avril 2021).
Si vous disposez d'ouvrages ou d'articles de référence ou si vous connaissez des sites web de qualité traitant du thème abordé ici, merci de compléter l'article en donnant les références utiles à sa vérifiabilité et en les liant à la section « Notes et références ».
La Gräfliches Hofbrauhaus Freising est une brasserie à Freising, dans le Land de Bavière.

## Histoire
L'histoire de la Hofbrauhaus Freising remonte au XIIe siècle. Une brasserie sur le Domberg est mentionnée pour la première fois en 1160 au moment de l'épiscopat d'Albert von Harthausen. En 1620, le prince-évêque Gui Adam Gepeckh von Arnsbach fait construire une nouvelle brasserie dans le Philippsschloss. L'autorisation de continuer à utiliser le préfixe Hof dans le nom de l'entreprise découle toujours de ces liens princiers.
Lors de la sécularisation et de la dissolution de la principauté épiscopale de Frisingue en 1803, la Hofbrauhaus revint au royaume de Bavière et est acquise en 1812 par la Marie-Léopoldine de Modène. Elle la transmet à son fils, le comte Aloys d'Arco-Stepperg. Après la mort du comte en 1891, sa bru, la comtesse Sophie von Moy de Sons, obtient la brasserie, qui a le nom de Gräflich von Moy’sches Hofbrauhaus.
En 1911-1912, un nouveau bâtiment dans la Mainburger Strasse remplace l'ancienne brasserie de Domberg. Une usine de brasserie est construite sur la base du concept technique du brasseur scientifique et professeur à l'académie de Weihenstephan Theodor Ganzenmüller, qui est à la pointe de la technique à l'époque. Les bâtiments de la Gräflich von Moy’schen Hofbrauhaus sont conçus par le cabinet d'architectes de Munich Rank dans une conception influencée par les styles néo-baroque et Art nouveau. L'ensemble du complexe se compose d'un bâtiment central richement structuré et de plusieurs dépendances.

## Production
- Weißbier: Huber Weisses Original, Huber Weisses Dunkel, Huber Weisses Fresh, Huber Weisses Kristall, Huber Weisses Alkoholfrei
- Untergärig: Urhell / Dunkel Premium / Jägerbier / Leicht / Radler / Alkoholfrei
- Pils: Graf Ignaz Premium Pilsener
- Autres : Graf Ignaz Lagerbier / Festbier
- Des boissons gazeuses